# 中華基督教會燕京書院
中華基督教會燕京書院（英語：The Church of Christ in China Yenching College）為香港一所設於葵青區的津貼中學，於1978年成立，2000年自深水埗蘇屋邨遷入現址。
此校雖然早已遷入青衣，但由於原先所在的深水埗區中學學額不足，至今仍同步於該區收生。

## 歷史
此校於1977年在深水埗蘇屋邨、原蘇屋南官立小學的校舍創立，首屆只接受統一派位，共錄取8班中一。適逢燕京大學旅港校友會自1974年起計劃開辦中學，但不果，遂於同年向中華基督教會香港區會捐出50萬啟始資金，因此此校獲冠名為「燕京書院」，並採用前燕京大學校訓及校歌。
三年後，因應蘇屋北官立小學「殺校」，此校獲准擴展至該校舍，同時增建禮堂，所有改建工程於1983年完成。
因應政府實施「母語教學」政策，而此校未達開設英文班的標準，因此自1998年起需改以中文授課至今。
由於原來校舍空間嚴重不足，加上屢受高空擲物、乃至邨民跳樓自殺影響，此校教師代表於1998年5月向時任教育署署長請願，以爭取一所新建校舍作重置。一年後，此校獲邀參與校舍競投，並於同年8月獲分配青衣灝景灣一座中學校舍。
青衣新校舍於2000年8月11日交付，隨後遷入現址；而鄰近的中華基督教會全完堂青衣佈道所，亦於兩年後遷入此校，並升格為「青衣全完堂」。

## 校舍

### 牙鷹洲街校舍
此校現時校舍為一所早期型中學千禧校舍，佔地6,200平方米，設有30間課室及各種特別室。校舍與同區的聖公會青衣邨何澤芸小學綁綑於同一份建造合約，由耀榮建築有限公司承建，1999年動工，2000年竣工交付。
此校亦是葵青區議會安灝選區兩個指定投票站之一。

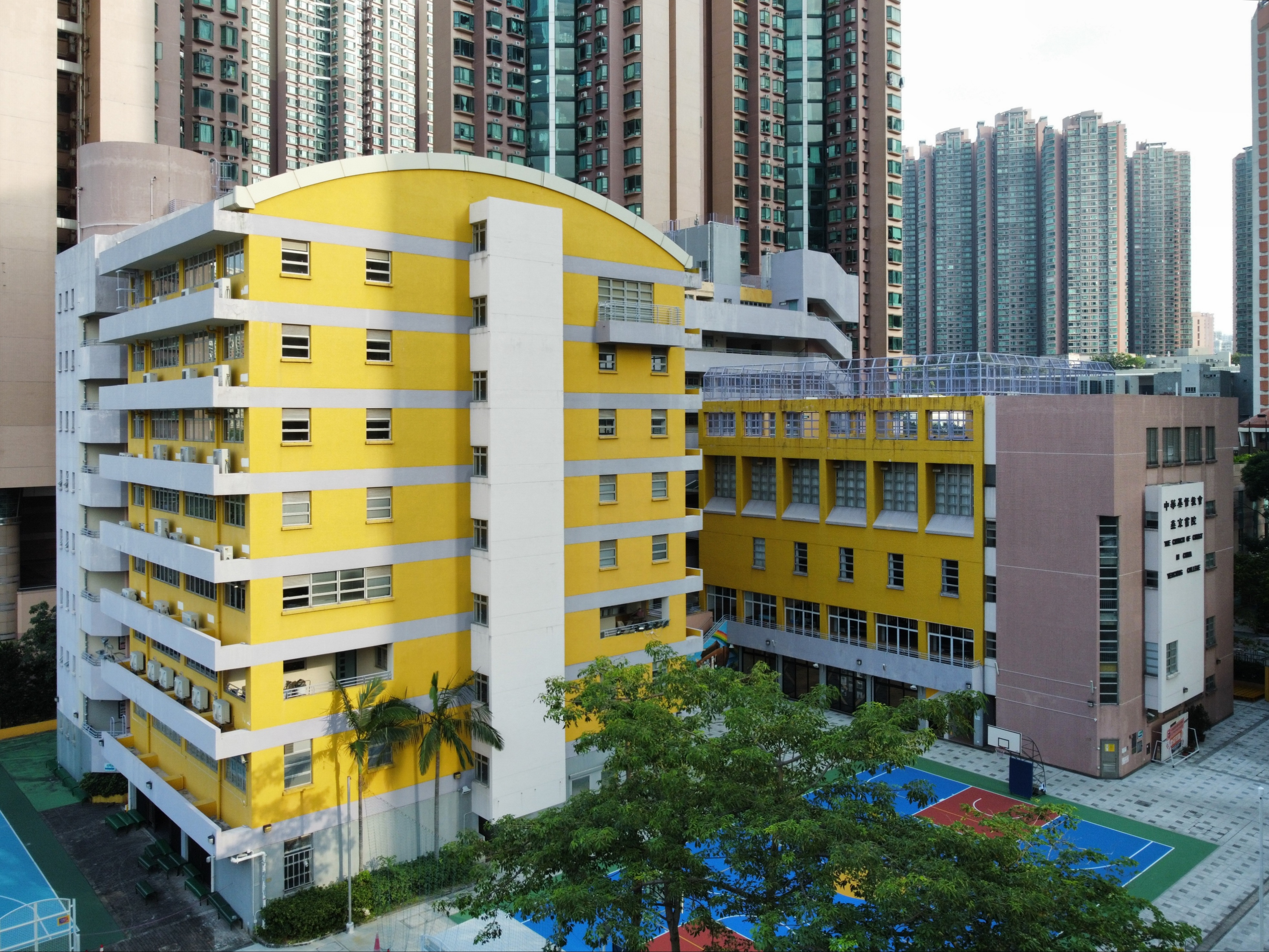
校舍西北面
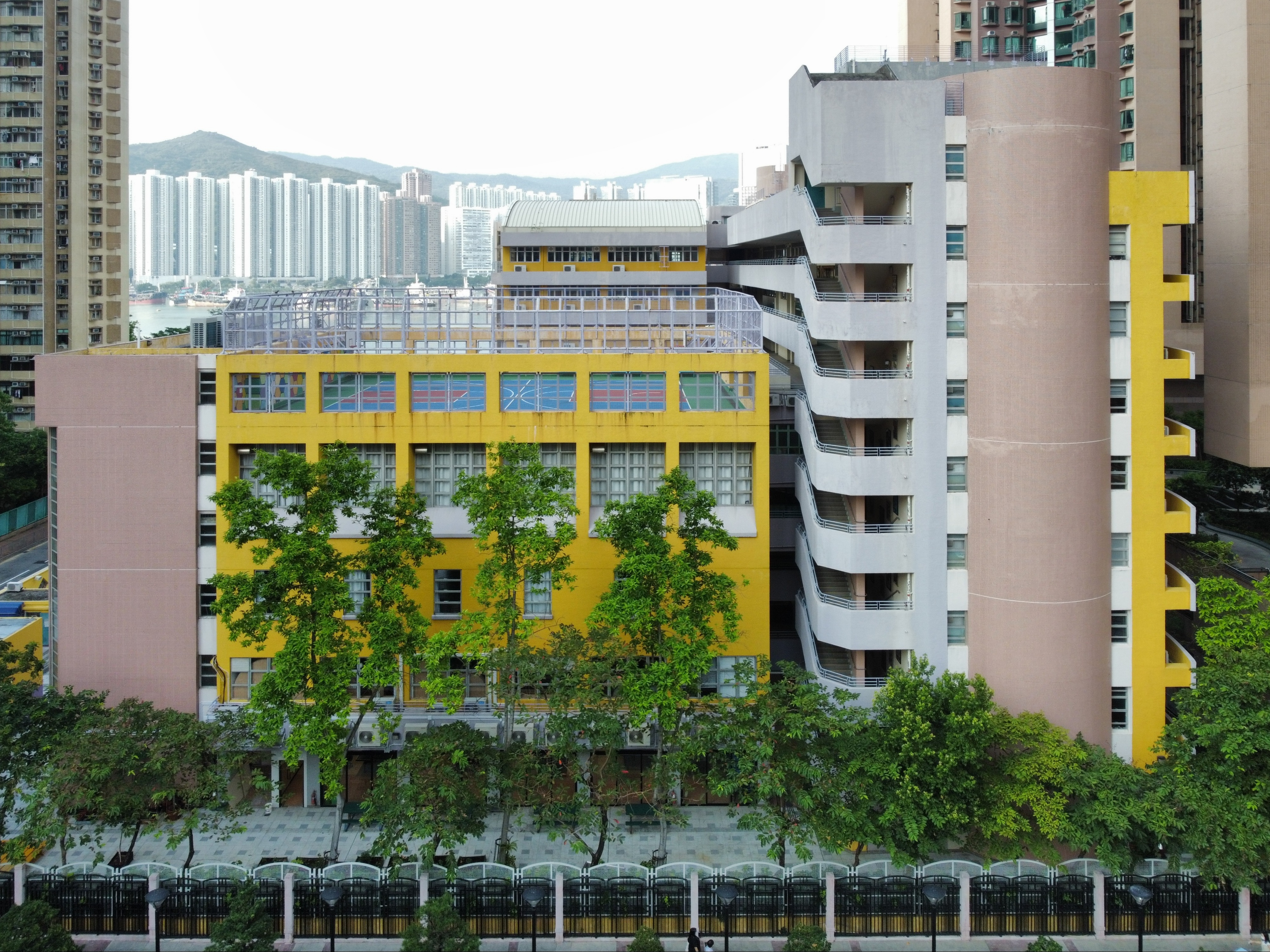
校舍南面

## 校政管理
歷任校監
- 汪彼得牧師（1977年-1984年，創校校監）
- 李清詞牧師（1984年-1985年）
- 郭乃弘牧師（1985年-1988年）
- 翁珏光牧師（1988年-1993年）
- 蘇宗仁博士（1993年）
- 吳振智牧師（1993年-1994年）
- 胡丙傑牧師（1995年-1997年）
- 陸輝牧師（1997年-2003年）
- 張黃韻瑤博士（2003年-2008年）
- 李錦昌博士（2008年-2013年）
- 許俊炎先生（2013年-2019年）
- 蒲錦昌牧師（2019年起，現任校監）

歷任校長
- 汪曼華女士（1977年－2008年，創校校長）
- 譚秉源先生（2008年－2013年5月15日；曾為明愛沙田馬登基金中學及明愛元朗陳震夏中學校長[13]）
  - 梁大輝先生（2013年2月16日－5月15日，署理校長）
- 梁國基先生（2013年5月16日－2016年）
- 夏麗珠博士（2016年起，現任校長）

## 事件
- 2013年2月初，時任校長譚秉源與同屬好友的助理校長陳秀美，於農曆新年假期一同外遊，被師生、家長及校友各方質疑二人關係曖昧。事後，譚秉源以書面形式向各方致歉，隨後譚秉源引咎辭職，陳秀美仍然就任主任一職[14]。
- 2018年4月10日傍晚，此校一名14歲中二女生疑因學業壓力，於2樓梯間跳樓自殺。事主生還，並被送院檢查[15]。
- 2020年8月25日，此校學生、社運人士李國永因於西九龍法院大樓外指罵及絆倒陳彥霖家屬，被警方拘捕[16]；一個月後，李氏更因經常穿著校服參與示威，而被校方勒令停課[17]，直至翌年年初才獲准回校參與文憑試前夕的補課。
- 2021年9月15日，此校發生工業意外，工人於更換5樓籃球場鐵欄期間，已被鋸去的舊圍欄從高處墮地，無人受傷[18]。

## 著名/傑出校友
- 丁樂鍶：無綫電視演員
- 石天欣（2009年中五畢業）：前無綫電視演員
- 招重文（約1980年代內肄業）：退役足球員，現職標準流浪主教練[19]
- 易智遠：無綫電視演員
- 蕭亮聲（約2000年代初畢業）：前九龍城區嘉道理選區議員、民主派政治人物
- 洪亮斌（2004年中七畢業）：該年高考狀元，現職骨科醫生
- 繆家慶（約2000年代尾畢業）：無綫電視演員
- 王智騫（2015年中六畢業）：模特兒，有「翻版柯震東」之稱
- 李國永（2021年中六畢業）：社運人士，因於反對逃犯條例修訂草案運動期間頻常參與「和你Lunch行動」而知名[17]

## 註解
1. ↑  2021/22年度[1]

## 外部連結
- 中華基督教會燕京書院官方網站 （页面存档备份，存于）